# Wasatch Front
Pour les articles homonymes, voir Wasatch.
Wasatch Front est une région métropolitaine du centre-nord de l'Utah. 
Elle se compose d'une série de villes et de villages pour la plupart contigus s'étendant le long de la chaîne Wasatch, depuis environ Santaquin au sud jusqu'à Logan au nord, et contenant les villes de Salt Lake City, Bountiful, Layton et Ogden.

## Géographie
À l'est de Wasatch Front, la chaîne Wasatch s'élèvent brusquement à plusieurs milliers de pieds au-dessus du fond de la vallée, atteignant leur plus haute altitude de 3 636 m au mont Nebo (bordant le sud de la vallée de l'Utah). La limite ouest de la région est formée par le lac Utah dans le comté d'Utah, les Oquirrh Mountains (en) dans le comté de Salt Lake et le Grand Lac Salé dans le nord-ouest de Salt Lake, Davis, Weber, le sud-est des comtés de Box Elder et de Cache.
Bien que la plupart des habitants de la région vivent entre Ogden et Provo, qui comprend Salt Lake City proprement dite, la plus grande étendue bâtie du Wasatch Front est de 190 km de long sur une moyenne de 8 km de large. Sur toute sa longueur, le Wasatch Front ne dépasse jamais une largeur d'environ 29 km en raison des barrières naturelles des lacs et des montagnes.
La sécheresse prolongée dans l'Utah a mis à rude épreuve la sécurité hydrique de la région et provoqué une baisse du niveau du Grand Lac Salé à des niveaux record, et affecté l'économie de l'État, dont le Wasatch Front constitue 80 %.